# アニー・ホール
『アニー・ホール』（Annie Hall）は、1977年制作のアメリカ映画。ウディ・アレン監督によるロマンスコメディ。脚本はマーシャル・ブリックマン（Marshall Brickman）との共同執筆。ウディ・アレン作品のなかで最も人気がある作品の1つ。作品公開当時は、アカデミー賞をふくむ数々の賞を受賞した。2002年、ロジャー・イーバートは「おそらく誰もが好きなウディ・アレン映画だ」と述べている。ウディ・アレンは以前はコメディの作り手として知られていたが、『アニー・ホール』を監督したのは彼にとって大きな転機となり、作品にまじめさが加わったといわれる。
長い会話や、長回し、陽気さと傷心にテーマを置く等の、現在までに至るアレン映画のスタイルを確立した作品。

## プロット
この映画はニューヨークとロサンゼルスに舞台を置く。
ウディ・アレンは死に取りつかれたコメディアン、アルビー・シンガーを演じる。明るい性格のアニー・ホール（ダイアン・キートン）との関係を保とうとしている。2人の数年にわたる関係が語られ、それぞれの過去にあった様々な出来事を途中に挟みながら進行する（アニーはアルビーが子供のころの家族を「見る」ことができ、アルビーも同様にアニーの過去の恋人とのやりとりを観察している）。彼はブルックリンで育ち、彼の父はバンパーカー（bumper cars）の営業をしていて、彼の家はコニーアイランドのローラーコースターの下にあることが、アルビーの回想場面からわかる。
数年後、口論と仲直りが何度も続き、自分たちは相性がわるいし、別れるだろうと2人は悟る。アニーはハリウッドのレコード・プロデューサー（ポール・サイモン）のもとに引っ越してしまう。アルビーは結局、未だに彼女を愛していることに気付き、ニューヨークの自分の所に戻ってくるよう説得するが、うまくいかない。あきらめたアルビーは自分たちの関係について芝居を書くためにニューヨークに戻る。この芝居のエンディングは、彼が彼女を取り戻すのに成功するというものだった。のちに彼らは友人として良好な関係で再会し、そのとき2人にはすでに別の恋人がいた。愛と人の関係はしばしば痛みをともない、複雑なものにもかかわらず、誰もが必要としているのだと思いを巡らせながら、アルビーは映画を終わらせる。

## キャスト
| 役名                     | 俳優                       | 日本語吹替                                        |
| 役名                     | 俳優                       | TBS版                                             |
| ------------------------ | -------------------------- | ------------------------------------------------- |
| アルビー・シンガー       | ウディ・アレン             | 羽佐間道夫                                        |
| アニー・ホール           | ダイアン・キートン         | 小原乃梨子                                        |
| ロブ                     | トニー・ロバーツ           | 日高晤郎                                          |
| アリソン・ポーチニック   | キャロル・ケイン           | 鵜飼るみ子                                        |
| トニー・レイシー         | ポール・サイモン           | 小島敏彦                                          |
| パム                     | シェリー・デュヴァル       | 山田栄子                                          |
| ロビン                   | ジャネット・マーゴリン     | 横尾まり                                          |
| ミセス・ホール           | コリーン・デューハースト   | 鈴木れい子                                        |
| デュウェイン             | クリストファー・ウォーケン | 広瀬正志                                          |
| ジョーイ・ニコルズ       | ハイ・アンゼル             | 藤本譲                                            |
| マーシャル・マクルーハン | 本人                       | 伊井篤史                                          |
| 不明 その他              |                            | 村越伊知郎 鳳芳野 村松康雄 片岡富枝 西村知道      |
| 日本語版制作スタッフ     |                            |                                                   |
| 演出                     | 演出                       | 伊達渉                                            |
| 翻訳                     | 翻訳                       | 佐藤一公                                          |
| 効果                     | 効果                       | 遠藤堯雄 桜井俊哉                                 |
| 調整                     | 調整                       | 小野敦志                                          |
| 制作                     | 制作                       | 東北新社                                          |
| 解説                     | 解説                       | 荻昌弘                                            |
| 初回放送                 | 初回放送                   | 1981年5月18日 『月曜ロードショー』 ノーカット放送 |

- ※日本語吹替がDVD&BDに収録（ノーカット）。
  - テレビ放映時のタイトルは『アカデミー作品賞・愛の作家W・アレンのアニー・ホール』
  - テラスでアニーとアルビーが飲みながら話す場面では、オリジナル版では二人の胸中を語る字幕が示され裏腹な事を言い合っている事が分かるが、後年BS-JAPANで放映されたものも含め、吹き替え版の放送ではこの字幕が出ない。

映画には数多くの俳優が登場し、後に有名になった人もいる。
- クリストファー・ウォーケンはアニーの兄で自殺したがっているデュエインを演じた。
- ジェフ・ゴールドブラムはロサンジェルスのパーティで一言せりふを言っている。"I forgot my mantra"（呪文を忘れちゃった）[2]。
- シガニー・ウィーバーは本編終盤のアルビーのデートのとき、映画館の外でちらりと見える（セリフ無し）[3]。
- ジョン・グローヴァーはアニー・ホールの前の恋人役で出演している。

公園でアルビーとアニーが通りがかりの人を観察しているシーンで、アルビーは「あそこにトルーマン・カポーティのそっくりさんが」とコメントするが、トルーマン・カポーティ本人である。彼はクレジットなしで出演した。
ボーイフレンドと歩く通行人として、TVシリーズチャーリーズ・エンジェル 第４期のシェリー・ハック が出演している。

## 制作
この映画の制作上のタイトルは『Anhedonia』（これは日本語で無快感症や快感喪失と訳される精神医学用語で、普通なら楽しいはずの生活で快感を体験できないという意味の言葉）だが、このタイトルでは売れないとみなされ、ブリックマンが『It Had to Be Jew』という別の提案をした。最終的に、公開タイトルとして『アニー・ホール』の名に決定された。アルビーとウディ・アレンの性格が似ており、またウディ・アレンと以前関係があったダイアン・キートン（アニー・ホール役）の本名はダイアン・ホールでニックネームがアニーであることから、『アニー・ホール』は半ば自伝風の作品だと広く信じられたが、ウディ・アレンはこれを否定している。
この映画は元は殺人ミステリーを中心にして、わきの筋にコメディとロマンスをいれたドラマにするつもりで、そのように撮影された。アレンによると、アルビーとアニーがイングマール・ベルイマンの『鏡の中の女』（Ansikte mot ansikte）を見逃したシークエンスで、殺人が起こったのだが、映画編集者がミステリーの部分をカットしようとアレンを説得し、映画をロマンスコメディにした（アレンは殺人ミステリー映画を後年制作した。1993年の『マンハッタン殺人ミステリー』であり、ダイアン・キートンも主演している）。
この映画の製作は半ば即興的に行われた。例えば、元々の台本では、アルビーはローラーコースターの下にある家で育ったわけではない。しかし、撮影場所を探しながら、アレンがスタッフとブルックリンをドライブしていたとき、ローラーコースターの下にある家を見つけ、撮影に使われた。この「家」は、実際にはケンシントン・ホテルで、サンダーボルト・ローラーコースターの下に位置していた。他の例では、アルビーがコカインにくしゃみするシーンがあり、これは全くの偶然だったが、アレンがそのまま映画に使うことを決めた。この場面を試写したとき、観客は大笑いだったので、アレンはこの場面を加えることにした。

## スタイルとテクニック
監督のアレンは『アニー・ホール』はテーマ的、技術的に「大きな転機」だったと語り、次のように述べている。「ぼくはやめようと思った… ただおどけたりする、これまでと変わらないコメディを。挑戦しよう、同じようなやり方ではなくおもしろいだけでもない、もっと深い作品を作ろうと考えた。たぶん、出来上がるものは別の価値をもつだろう、観客をおもしろがらせたり、励ましたりする作品。それはとてもとてもうまくいったんだ」。
またアレンは『アニー・ホール』の初期、撮影技師のゴードン・ウィリスと仕事をするのは、自分の技術的スキルを向上させる助けになったと明言している。ウィリスのことを「とても大事な先生」と呼び、また「技術の天才」と呼んだ。
『アニー・ホール』は長回しを利用した最初のアレン映画であり、アレンは長回しを利用した理由を「おもしろいし、わかりやすいし、退屈しない」からと述べている。映画評論家ロジャー・イーバートは、『アニー・ホール』の平均したワンシーンの長さは14.5秒という調査を挙げており、1977年に制作された他の映画は平均4-7秒といわれその長さの程が窺える。エバートは長回しは映画の劇的なパワーを増大させると言い添えている。「『アニー・ホール』がどれだけの人々のおしゃべりで成り立っているのか気付く人はおそらくほとんどいない。彼らは歩いて話し、座って話し、カウンセリングに通い、ランチに行き、セックスして話し、カメラに話しかけ、またはアルビーに対してアニーが自分の家族を説明するときの自由な想像のような独白を突然始める…」。
この映画は通常のリアリズムの手法で撮られてはいない。まず登場人物はカメラに向かって話しかけることにより「第四の壁」を壊している。また分割画面の使用、字幕が登場人物の頭の中の考えを解説している（対話と対照的に）などの表現が用いられている。例えば、アレンが演じる人物がアニーと映画館で一列に並んで立っているシーンがある。アレンのうしろの男がマーシャル・マクルーハンの著作を解説しているのを聞き、アレンは列を離れ、カメラに向かって話しかける。男はそれからカメラに向かって弁明するが、アレンは（本物の）マクルーハンをカウンターのうしろから引っぱってきて、マクルーハンに「君の解釈は間違っている」と言わせ、その場を解決する。別のシーンではアニメを使い、アレンと『白雪姫』の邪悪な女王を漫画化している。アレンが演じる人物は観客に話しかけたり、通りがかりの人物を立ち止まらせ愛についての質問をしたりする。アレンはアルビーに第四の壁を壊させることを選択した。こうした表現についてアレンは「観客の多くがぼくと同じ感じ方や、同じ問題を抱えているように思った。彼らに向かって話しかけたかったし、向かい合いたかった」と説明している。
イングマール・ベルイマンとフェデリコ・フェリーニはともにアレンが敬愛する映画作家であり、本作においてもその影響が窺える。
アルビーとアニーとロブが、アルビーの子供のころを訪ねるシーンは、ベルイマンの非常に有名で賞賛されている作品、『野いちご』（Smultronstället）で使用されている物語手法である。アレンは『ウディ・アレンの重罪と軽罪』でもこのテクニックを使っている。登場人物のJudahが子供時代を訪ね、彼が犯した犯罪について倫理的な質問を父にする。同様に、学校のシーンは、『フェリーニのアマルコルド』（Amarcord）などのフェリーニ作品の影響を受けているとされる。
映画にはBGMが僅かしか用いられていない。音楽のいくつかの例をあげると、ロサンジェルスでドライブしているとき少年合唱団のクリスマス・キャロル『世の人忘るな』、アニーとアルビーが田園地帯をドライブするときモーツァルトの交響曲第41番『ジュピター』の第4楽章の一部などが使用されている。また、アニーがジャズクラブで歌うシーンがあり、その歌はラストシーンで繰り返される。また、ポール・サイモンが演じる人物の大邸宅で行なわれたパーティではサヴォイ・ブラウン『A Hard Way to Go』が演奏されている。アニーが酒場で歌唱する曲は「昔みたい（Seems Like Old Times）」。原曲はガイ・ロンバード歌唱、カルメン・ロンバード作曲による1945年の歌曲。

## 賞とノミネート
1977年アカデミー賞
- 作品賞受賞 - チャールズ・H・ジョフィ、ジャック・ローリンズ
- 主演女優賞受賞 - ダイアン・キートン
- 監督賞受賞 - ウディ・アレン
- 脚本賞受賞 - ウディ・アレン、マーシャル・ブリックマン
- 主演男優賞ノミネート - ウディ・アレン
- しかしウディ・アレンは『アニー・ホール』で受賞したにもかかわらず、アカデミー賞授賞式に出席しなかった。受賞は自分にとって重要ではないとアレンは主張している。

1978年ゴールデングローブ賞
- 『アニー・ホール』は主演女優賞（ミュージカル・コメディ部門）を受賞した（ダイアン・キートン）。他に3つノミネートした。作品賞（ミュージカル・コメディ部門）、監督賞（ウディ・アレン）、主演男優賞（ミュージカル・コメディ部門）（ウディ・アレン）。

1978年英国アカデミー賞（BAFTA賞）
- 『アニー・ホール』は作品賞、監督賞、脚本賞、主演女優賞、編集賞の5部門を受賞

AFIアメリカ映画100年シリーズ（アメリカン・フィルム・インスティチュート）
- アメリカ映画ベスト100（31位）
- アメリカ喜劇映画ベスト100（4位）
- 情熱的な映画ベスト100（11位）
- アメリカ映画主題歌ベスト100（90位：ダイアン・キートンの「Seems Like Old Times」）
- アメリカ映画の名セリフベスト100（55位：ダイアン・キートン演じるアーニーの「ヘヘーン（"La-dee-da,la-dee-da..."）」

他の受賞
- 1992年、アメリカ国立フィルム登録簿に選ばれた。

## 続編について
ウディ・アレンは『アニー・ホール』の続編を作ることについて度々話を持ちかけられるのだが、繰り返し辞退してきた。彼は1995年のインタビューでこの話題について以下のように述べている。

## 影響
- 『アニー・ホール』の現実的なシーンとシュールな想像の混合は、後の映画やテレビシリーズにかなりの影響力を持った。1980年代後半のテレビシリーズ『Thirtysomething』は、現実的、劇的なシーンから離れ、コミカルな登場人物の空想への飛躍が多く示されている。この映画は他にも『フェリスはある朝突然に(Ferris Bueller's Day Off)』『Cheech & Chong's Next Movie』『ハイ・フィデリティ(High Fidelity)』『マルコム　in the Middle(Malcolm in the Middle)』『The Fresh Prince of Bel - Air』『That 70's Show』などの多くの作品に影響を与えている。登場人物がカメラの方を見て観客に話しかける、「第四の壁」破りをしている。

- ハードコアバンド、フガジはクリストファー・ウォーケン演じる「デュエイン」を参考にした曲を作った。アルバム『In on the Kill Taker』のなかの「Walken's Syndrome」である。

- テレビアニメーション「ザ・シンプソンズ」の2013年放送の、シーズン24第12話「Love is a Many-Splintered Thing」は、「アニー・ホール」のパロディである。なお、この回には「本物のウディ・アレン」が登場人物として登場しているが、アレン自身は声優として参加はしていない。

- レコード・プロデューサー役で出演したポール・サイモンとシェリー・デュヴァルは映画の撮影を通じて親しくなり、男女の関係に発展した。デュヴァルはサイモンのセントラルパーク・ウエストのアパートで同居するようになった。サイモンは1978年1月、ノミネートされた『アニー・ホール』のため、デュヴァルを連れて、ロサンゼルス映画批評家協会賞授賞式に出席。式後のパーティーでデュヴァルは『スター・ウォーズ』の主役の一人であるキャリー・フィッシャーをサイモンに紹介した。やがてサイモンとデュヴァルの関係は、1同年5月に彼女が『シャイニング』の撮影のためロンドンに向かう直前に幕を閉じた[7]。フィッシャーとサイモンは1983年に結婚した。

## ファッション
この映画は70年代後半のファッション界にも影響があった。数多くの女性がダイアン・キートンのファッションを取り入れた。ベストの上にオーバーサイズの男っぽいブレザー、太いズボンかロングスカートと、ブーツ。それからラルフ・ローレンのネクタイも身につけたりする。このファッションはよく「アニー・ホール・ルック」と呼ばれた。
1995年、ウディ・アレンは当時のことを思い出して述べている。「アニー・ホールの衣装係の女性がやって来て、彼女（ダイアン・キートン）にあれを着ないように言って下さい、あれを着てはいけません、ばかげてるわ、と言う。ぼくは言ってやった。ほっとくんだ。彼女は天才なんだから。ほっとこう。彼女が着たいものを着せよう」。

## 日本語字幕
- 高瀬鎮夫（劇場公開版）[8]、佐藤一公（ソフト版）